# الجلة (فرع العدين)

تعديل مصدري - تعديل

الجلة محلة تابعة لقرية الغول، التابعة لعزلة الاخماس بمديرية فرع العدين إحدى مديريات محافظة إب في الجمهورية اليمنية، بلغ تعداد سكانها 239 حسب تعداد اليمن لعام 2004.